# Campionato mondiale maschile di pallacanestro 1950
La I edizione del Campionato mondiale maschile di pallacanestro FIBA 1950 è stata disputata in Argentina, a Buenos Aires, dal 22 ottobre al 3 novembre 1950. Al torneo hanno partecipato dieci squadre. Ai fini del punteggio finale, la vittoria valeva 2 punti e la sconfitta 1.
Durante il mondiale, non si è disputata solo la gara tra la Spagna e la Jugoslavia. La gara fu data vinta agli spagnoli perché durante l'inno nazionale degli avversari gli jugoslavi si allontanarono dal campo e si rifiutarono di giocare in segno di protesta contro il regime franchista.
Come spesso succederà sino al 1986, gli Stati Uniti inviarono una squadra amatoriale formata dal dopolavoro della Chevrolet di Detroit 

## Squadre partecipanti
Primo turno eliminatorio
- Perù
- Jugoslavia
- Egitto
- Ecuador

Secondo turno eliminatorio
- Stati Uniti
- Cile
- Argentina
- Francia
- Brasile
- Spagna

## Prima Fase

### Eliminatorie
- Primo turno

Le vincenti si qualificano per il secondo turno, le perdenti vanno ai ripescaggi.
| Buenos Aires 22 ottobre 1950 | Perù | 33 – 27 | Jugoslavia | Luna Park |

| Buenos Aires 22 ottobre 1950 | Egitto | 43 – 37 | Ecuador | Luna Park |

- Secondo turno

Le vincenti si qualificano per il girone finale, le perdenti vanno ai ripescaggi.
| Buenos Aires 23 ottobre 1950 | Stati Uniti | 37 – 33 | Cile | Luna Park |

| Buenos Aires 23 ottobre 1950 | Argentina | 56 – 40 | Francia | Luna Park |

| Buenos Aires 23 ottobre 1950 | Perù | 33 – 40 | Brasile | Luna Park |

| Buenos Aires 23 ottobre 1950 | Spagna | 56 – 57 | Egitto | Luna Park |

### Ripescaggi
- Primo turno

Le vincenti vanno al secondo turno dei ripescaggi, le perdenti al girone di qualificazione.
| Buenos Aires 24 ottobre 1950 | Cile | 40 – 24 | Jugoslavia | Luna Park |

| Buenos Aires 24 ottobre 1950 | Ecuador | 43 – 48 | Francia | Luna Park |

- Secondo turno

Le vincenti vanno al girone finale, le perdenti al girone di qualificazione.
| Buenos Aires 25 ottobre 1950 | Spagna | 40 – 54 | Cile | Luna Park |

| Buenos Aires 25 ottobre 1950 | Francia | 49 – 46 | Perù | Luna Park |

## Fase finale

### Girone di qualificazione (7º/10º posto)
| Team           | Pts | V - P | Pf - Ps   | Dif |
| -------------- | --- | ----- | --------- | --- |
| 7. Perù        | 6   | 3 - 0 | 140 - 123 | +17 |
| 8. Ecuador     | 5   | 2 - 1 | 142 - 140 | +2  |
| 9. Spagna      | 4   | 1 - 2 | 89 - 97   | -8  |
| 10. Jugoslavia | 3   | 0 - 3 | 83 - 93   | -10 |

| Buenos Aires 27 ottobre 1950 | Jugoslavia | 40 – 45 | Ecuador | Luna Park |

| Buenos Aires 27 ottobre 1950 | Spagna | 37 – 43 | Perù | Luna Park |

| Buenos Aires 29 ottobre 1950 | Jugoslavia | 43 – 46 | Perù | Luna Park |

| Buenos Aires 29 ottobre 1950 | Ecuador | 54 – 50 | Spagna | Luna Park |

| Buenos Aires 30 ottobre 1950 | Spagna | 2 – 0 | Jugoslavia | Luna Park |

| Buenos Aires 30 ottobre 1950 | Ecuador | 43 – 51 | Perù | Luna Park |

### Girone finale
| Team           | Pts | V - P | Pf - Ps   | Dif  |
| -------------- | --- | ----- | --------- | ---- |
| 1. Argentina   | 10  | 5 - 0 | 300 - 200 | +100 |
| 2. Stati Uniti | 9   | 4 - 1 | 221 - 200 | +21  |
| 3. Cile        | 7   | 2 - 3 | 209 - 233 | -24  |
| 4. Brasile     | 7   | 2 - 3 | 214 - 182 | +32  |
| 5. Egitto      | 7   | 2 - 3 | 158 - 208 | -50  |
| 6. Francia     | 5   | 0 - 5 | 173 - 252 | -79  |

| Buenos Aires ottobre 1950 | Francia | 44 – 48 | Cile | Luna Park |

| Buenos Aires ottobre 1950 | Egitto | 32 – 34 | Stati Uniti | Luna Park |

| Buenos Aires ottobre 1950 | Brasile | 35 – 40 | Argentina | Luna Park |

| Buenos Aires ottobre 1950 | Egitto | 43 – 40 | Cile | Luna Park |

| Buenos Aires ottobre 1950 | Francia | 27 – 59 | Brasile | Luna Park |

| Buenos Aires ottobre 1950 | Stati Uniti | 50 – 64 | Argentina | Luna Park |

| Buenos Aires ottobre 1950 | Stati Uniti | 48 – 33 | Francia | Luna Park |

| Buenos Aires ottobre 1950 | Cile | 51 – 40 | Brasile | Luna Park |

| Buenos Aires ottobre 1950 | Egitto | 33 – 68 | Argentina | Luna Park |

| Buenos Aires ottobre 1950 | Egitto | 31 – 28 | Francia | Luna Park |

| Buenos Aires ottobre 1950 | Argentina | 62 – 41 | Cile | Luna Park |

| Buenos Aires ottobre 1950 | Brasile | 42 – 45 | Stati Uniti | Luna Park |

| Buenos Aires ottobre 1950 | Egitto | 19 – 38 | Brasile | Luna Park |

| Buenos Aires ottobre 1950 | Argentina | 66 – 41 | Francia | Luna Park |

| Buenos Aires ottobre 1950 | Cile | 29 – 44 | Stati Uniti | Luna Park |

## Classifica finale

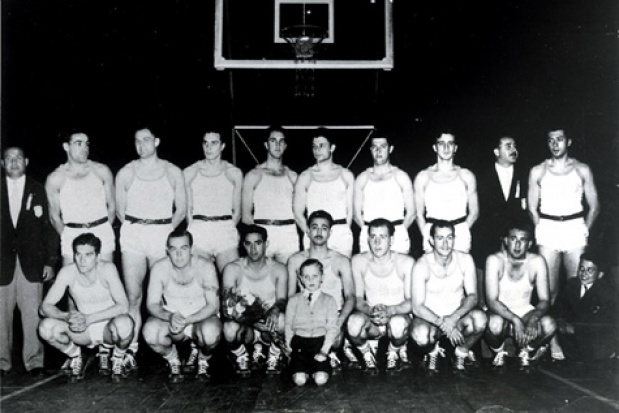
L'Argentina campione del mondo 1950

| Campione del Mondo | Campione del Mondo | Campione del Mondo |
| --- | ------------------ | --- |
| Argentina3 Bustos, 4 del Vecchio, 5 Contarbio, 6 Pérez Varela, 7 Liva, 8 Furlong, 9 Viau, 10 Menini, 11 González, 12 Uder, 13 Monza, 14 López, All. Jorge Canavesi |                    | |
| Argento | Stati Uniti        | Stati Uniti16 Slocum, 19 Langdon, 20 Stanich, 22 Reese, 33 Kahler, 40 Metzger, 44 Parks, 55 Jaquet, 66 Fisher, 75 Heffley, 77 Williams, All. Gordon Carpenter                                 |
| Bronzo | Cile               | Cile30 Gallo, 31 Ramos, 32 Marmentini, 33 Cordero, 34 Mahana, 35 Figueroa, 36 Fernández, 37 Bernedo, 38 Araya, 39 López, 40 Sánchez, 41 Ostoic, All. Kenneth Davidson                         |
| 4. | Brasile            | Brasile42 Godinho, 43 Celso, 44 Alfredo da Motta, 45 Algodão, 46 Ruy de Freitas, 47 Plutão, 48 Montanha, 49 Tião, 50 Thales, 51 Gemignani, 52 Miltinho, 53 Angelim, All. Moacyr Brondi Daiuto |
| 5. | Egitto             | Egitto3 Tadros, 4 Montassir, 5 Hafez, 6 Catafago, 7 el-Kheir, 8 Abou Ouf, 9 Saleh, 10 el-Rashidi, 11 Abbas, 12 Soliman, 13 Youssef, 14 Bahgat, All. Nello Paratore                            |
| 6. | Francia            | Francia3 Perrier, 4 Swidzinski, 5 Perniceni, 6 Guillou, 7 Marsolat, 8 Salignon, 9 Marcelot, 10 Desaymonet, 11 Dessemme, 12 Vacheresse, 13 Chalifour, 14 Monclar, All. Robert Busnel           |
| 7. | Perù               | Perù12 Alegre, 13 Airaldi, 14 Castro, 15 Descalzo, 16 de Zela, 17 Drago, 18 Fernández, 19 Fiestas, 20 Gardella, 21 Ortiz, 22 Salas, 23 Vergara, All. Carlos Rojas y Rojas                     |
| 8. | Ecuador            | Ecuador3 Ansaldo, 4 Díaz-Granados, 5 Muñoz, 6 Peña, 7 Andrade, 8 Aparicio, 9 Quiñónez, 10 Guerrero, 11 Arroyo, 12 Morán, 15 Arroyave, 16 Sándiford, All. Juvenal Sáenz                        |
| 9. | Spagna             | Spagna3 Imedio, 4 Bassó, 5 Oller, 6 Salvadores, 7 Dalmau, 8 Gámez, 9 Kucharski, 10 González, 11 Lozano, 12 Bárcenas, 13 Ferrando, 14 Pinedo, All. Michael Rutzgis                             |
| 10. | Jugoslavia         | Jugoslavia3 Amon, 4 Blašković, 5 Engler, 6 Radojčić, 7 Demšar, 8 Popović, 10 Gec, 11 Sokolović, 12 Kalember, 13 Loci, 14 Novaković, 15 Stanković, All. Nebojša Popović                        |